# 후지키촌
후지키촌(藤木村)은 아키타현 센보쿠군에 설치되었던 촌이다.

## 지리
요코테 분지의 거의 중앙부에 위치하며, 요코테 강과 데가와의 합류점과 그 하류의 충적 평야. 전역이 거의 평탄하여 현내 유수한 곡창 지대의 한 구획을 차지한다. 특산품으로 오보낫토가 있다.

## 역사
- 1889년 4월 1일 - 정촌제 시행에 의해 후지키촌이 성립하였다.
- 1954년 5월 3일 - 오마가리정·우치코토모촌·오카와니시네촌·하나다테촌·요쓰야촌과 함께 합병해 오마가리시가 성립하였다. 동일 후지키촌은 폐지되었다.